# Burgstall Amberg (Simbach)
Der Burgstall Amberg ist eine abgegangene mittelalterliche Spornburg in dem Gemeindeteil Amberg des niederbayerischen Marktes Simbach im Landkreis Dingolfing-Landau. 
Er liegt etwa 140 m südwestlich der Einöde Amberg und 3,1 km südöstlich von Simbach. 240 m südlich verläuft ein Bach, der nach 600 m in den Kollbach mündet. Er wird als Bodendenkmal unter der Aktennummer D-2-7442-0038 im Bayernatlas als „ebenerdiger Ansitz des Mittelalters“ geführt. 

## Beschreibung
Auf der nördlichen Steilhangkante des Kollnbachtales liegt nahe der Einöde Amberg in einem Fichtenbestand diese Wehranlage. Nach Südosten und Nordosten wird sie durch 10 m abfallende Steilhänge geschützt. Im Westen riegeln ein bogenförmiger Wall und ein ihm vorgelagerter halbkreisförmiger Halsgraben die Anlage von dem leicht ansteigenden Hinterland ab. Über dem Halsgraben schützt innen ein Stirnwall die Burgfläche zusätzlich gegen die gefährdete Nordseite. Vom Innenraum misst der Wall etwa 1,5 m, von der Grabensohle bis zur Wallkrone 3 m. Die Außenböschung des Grabens steigt um 2 m an. Zwei Stellen des Walls weisen rezente Einsattelungen auf, die nicht unbedingt als ehemalige Zugänge zu werten sind. Ein Eingrabungstrichter befindet sich am inneren Wallfuß. Der rundliche Innenraum hat einen Durchmesser von 40 m. Sein östlicher Rand weist an der Steilhangkante eine Abtragungskerbe auf.